# Терешкович, Макс Абрамович
Макс Абрамович Терешкович (7 ноября 1897 — 23 февраля 1937) — российский актёр и театральный режиссёр.

## Биография
Учился у Ф. Ф. Комиссаржевского и Всеволода Эмильевича Мейерхольда.
В 1920-х годах — актёр Театра Комиссаржевской и Театра Революции.
В конце 1920-х годов занялся театральной режиссурой. Организовал и возглавил Студию им. Луначарского. Ставил спектакли в Театре Революции и Театре Сатиры.
С 1933 года — первый художественный руководитель Театра им. Ермоловой, созданного в результате объединения передвижного Театра им. Н. М. Ермоловой и Театра-студии им. А. В. Луначарского. Работал в творческом тандеме с известным педагогом Марией Осиповной Кнебель.
23 февраля 1937 года умер от разрыва сердца (инфаркт). Урна с прахом в церковном колумбарии Донского кладбища.

## Творчество

### Актёрские работы в театре
- «Мистерия-Буфф» В. Маяковского — интеллигент
- «Смерть Тарелкина» А. В. Сухово-Кобылина — Тарелкин
- «Озеро Люль» А. М. Файко — Крон
- «Человек с портфелем» А. М. Файко — Гранатов
- «Инга» А. Г. Глебова — Ермаков

### Режиссёрские работы в театре
Театр Революции
- 1927 — «Галстук» А. Г. Глебова
- 1927 — «Наследство Рабурдена» Э. Золя (1927)
- 1929 — «Глафира» А. Г. Глебова
- 1929 — «Когда поют петухи» пьеса Ю. Юрьина (совместно с К. Зубовым)
- 1932 — «Город Глупов» по «Истории одного города» М. Е. Салтыкова-Щедрина

Театр им. Ермоловой
- 1935 — «Искусство интриги» Э. Скриба (совместная постановка с М. О. Кнебель)
- 1934 — «Последняя жертва» А. Н. Островского
- 1934 — «Бойцы» Б. С. Ромашова (совместно с Платоновым)
- 1936 — «Мачеха» по О. Бальзаку (совместная постановка с М. О. Кнебель)
- 1936 — «Дальняя дорога» А. Н. Арбузова (режиссёр М. О. Кнебель)
- «Чудесный сплав» В. М. Киршона
- 1937 — «Шторм» В. Н. Билль-Белоцерковского (незаконченная постановка).

### Фильмография
- 1924 — Враги — адъютант
- 1924 — В угаре нэпа — эпизод
- 1924 — Старец Василий Грязнов — Филарет, митрополит
- 1925 — За чёрное сердце — Элит, военспец
- 1927 — Конец Санкт-Петербурга — журналист